# Shelley-Ann Brown
Shelley-Ann Brown, född den 15 mars 1980 i Scarborough, Kanada, är en kanadensisk bobåkare.
Hon tog OS-silver i damernas tvåmanna i samband med de olympiska bobtävlingarna 2010 i Vancouver.